# Onan
Onan è un personaggio biblico, secondo figlio di Giuda.
Nel libro della Genesi si racconta come, secondo la legge del levirato, egli sposò Tamar, vedova di suo fratello Er; ma poiché secondo tale legge il figlio primogenito che ne avrebbe avuto non sarebbe stato considerato suo, ma del fratello defunto, egli non volle averne e ricorse a un metodo anticoncezionale (il coitus interruptus). Dio lo punì per la sua disobbedienza alla legge facendolo morire (Genesi 38,6-10).
Da questo episodio deriva il termine onanismo, spesso usato impropriamente anche come sinonimo di masturbazione.